# Енего
Енего (итал. Enego) је насеље у Италији у округу Виченца, региону Венето.
Према процени из 2011. у насељу је живело 1207 становника. Насеље се налази на надморској висини од 761 м.

## Становништво
| 1951. | 1961. | 1971. | 1981. | 1991. | 2001. | 2011. |
| ----- | ----- | ----- | ----- | ----- | ----- | ----- |
| 4.450 | 4.016 | 3.096 | 2.491 | 2.236 | 2.017 | 1.825 |